# La Teuleria de Postils
La Teuleria de Postils és una masia situada al municipi de Navès, a la comarca catalana del Solsonès.